# CQ Волопаса
CQ Волопаса (лат. CQ Boötis) — одиночная переменная звезда* в созвездии Волопаса на расстоянии (вычисленном из значения параллакса) приблизительно 7452 световых лет (около 2285 парсеков) от Солнца. Видимая звёздная величина звезды — от +12,25m до +11,65m.

## Характеристики
CQ Волопаса — белая пульсирующая переменная звезда типа RR Лиры (RRC)* спектрального класса A. Эффективная температура — около 8176 K.